# ピョートル・コズロフ

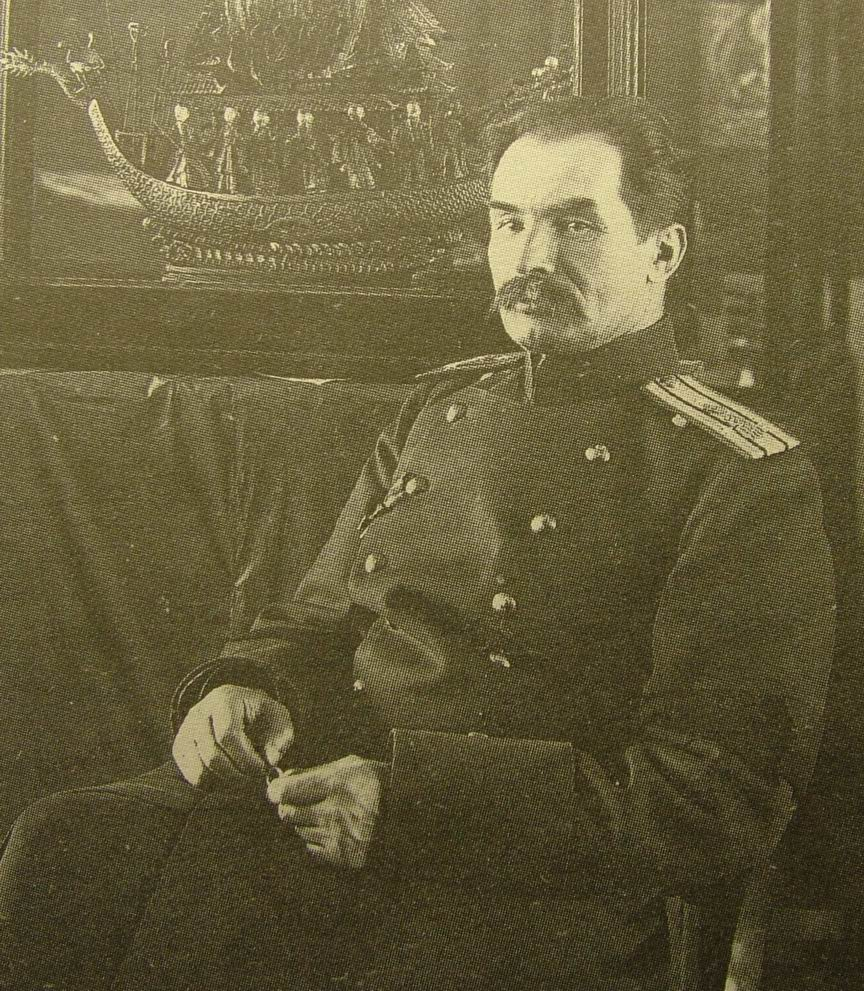
コズロフ（1908年）

ピョートル・クズミッチ・コズロフ（Пётр Кузьми́ч Козло́в、1863年10月15日（ユリウス暦10月3日）- 1935年9月26日）は、ロシアの探検家。ロシア帝国地理学会のために中央アジアを6回にわたって探検し、そのうち3回は隊長だった。西夏の都市であったカラ・ホト（黒水城）遺跡の発掘で特によく知られる。

## 生涯と業績
コズロフはスモレンスク州ドゥホフシチーナに生まれ、ニコライ・プルジェヴァリスキーの第4回中央アジア探検(1883-1885)に参加した。1888年にプルジェヴァリスキーが急死した後はペフツォフとロボロフスキーの探検に参加した。
1899-1901年に自ら探検隊を率いてモンゴルとチベットを探検した。ラサに到達することはできなかったが、多数の情報を収集し、ロシア地理学会はコズロフを高く評価してコンスタンティン金メダルを授与した。探検の結果は8冊からなる報告書として公刊された。
- Монголия и Кам. С.-Петербург. (1905-1908)（『モンゴルとカム』、東洋文庫所蔵貴重書デジタルアーカイブで閲覧可能）

1904年にイギリス軍がチベットに侵攻し、ダライ・ラマ13世がモンゴルのウルガに亡命する事件が起きた。コズロフはロシア政府の意向を受けて1905年にダライ・ラマに接触し、ロシアの助力でダライ・ラマをラサに帰還させる計画を立てたが、これは実現しなかった。
1907-1909年のモンゴル・四川探検ではカラ・ホト遺跡を発掘し、2000点を越える西夏語や漢文などの文書、および仏画などをサンクト・ペテルブルクに持ち帰った。この功績によって1911年にイギリス王立地理学会の金メダルほか、多くの国から賞を与えられた。
- Монголия и Амдо и мертвый город Хара-Хото. Государственное Издательство. (1923)（モンゴルとアムドと死の町カラ・ホト、東洋文庫所蔵貴重書デジタルアーカイブで閲覧可能）、下記の日本語訳の原著

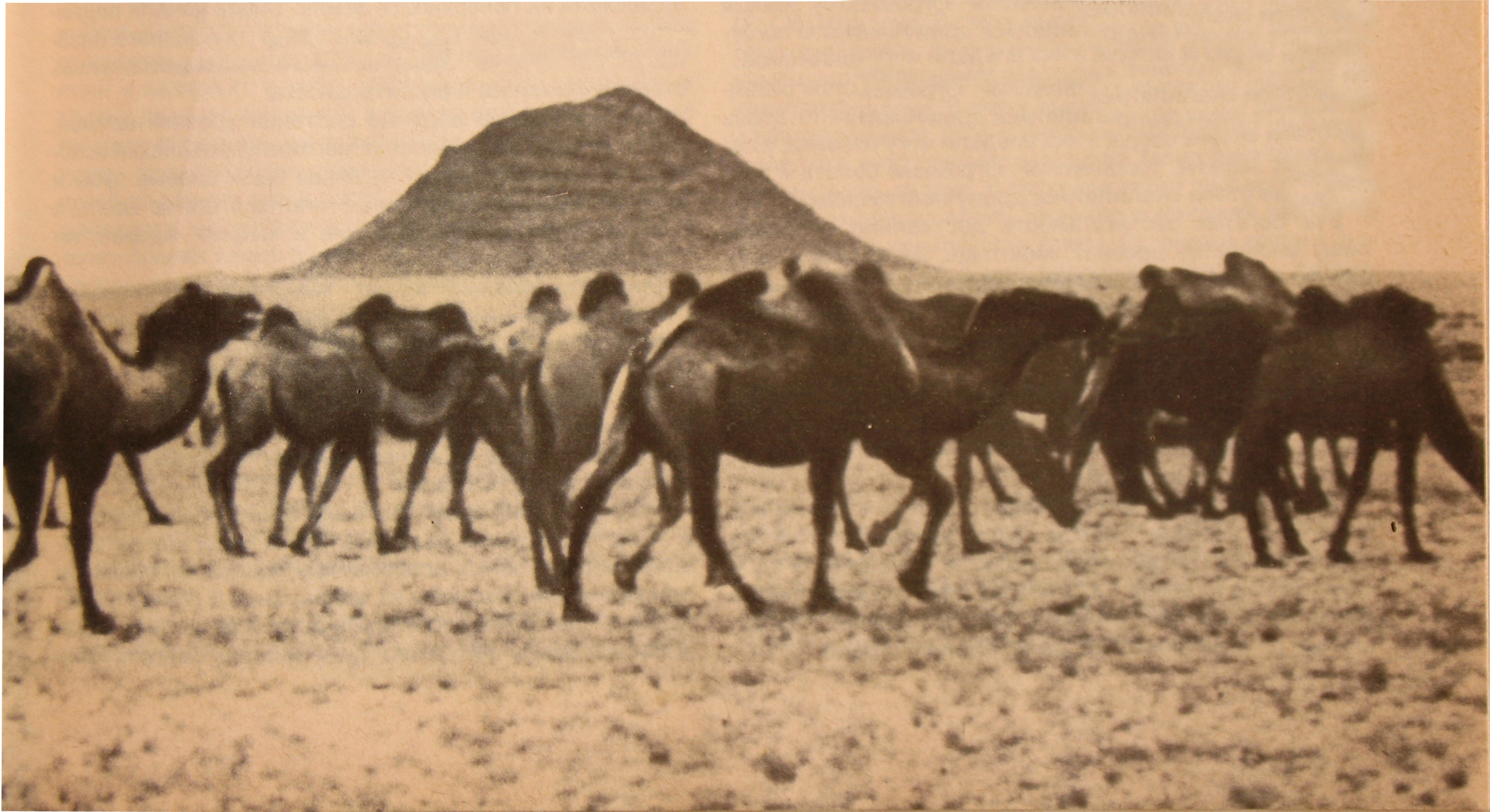
ノイン・ウラのクルガン

第一次世界大戦、ロシア革命、ロシア内戦の後、1923-1926年に最後のモンゴル・チベット探検を行い、ノヨン・オール（ノイン・ウラ）で匈奴の王侯・貴族の古墳群を発見した。しかしコズロフ自身はこの探検の報告書を書かなかった。当時ヨーロッパに留学していた梅原末治は、ソ連の学者と共同で報告書のための作業をしたが、その後研究者の多くがヨシフ・スターリンの大粛清の犠牲になり、報告書は出版されなかった。1960年にようやく梅原によって報告が出版された。
コズロフは晩年健康を損い、1935年に心臓性喘息で死亡した。レニングラードにあったコズロフのアパートは1988年にコズロフ記念博物館になった。

## 日本語訳
- 西義之 訳『蒙古と青海』白水社[8]「西域探検紀行全集11」、1967年。新版「西域探検紀行選集」、2004年。ISBN 9784560031506